# Lycodonus vermiformis
Lycodonus vermiformis és una espècie de peix de la família dels zoàrcids i de l'ordre dels perciformes.

## Morfologia
- Els mascles poden assolir 26,8 cm de longitud total.[4][5]

## Hàbitat
És un peix marí i d'aigües profundes que viu entre 841-1.152 m de fondària.

## Distribució geogràfica
Es troba a Sud-àfrica.

## Observacions
És inofensiu per als humans.